# Xochitecatl
Xochitecatl è un sito archeologico pre-colombiano situato nello stato Messicano di Tlaxcala, 18 km a sud-ovest della città di Tlaxcala. L'edificio principale è stato datato nel Periodo Preclassico Medio (1000-400 a.C.) ma l'occupazione del luogo si estese, salvo una lunga interruzione, fino al Periodo Tardo Classico, quando il sito fu abbandonato, sebbene vi siano prove di un suo utilizzo per attività rituali fino ai periodi post-classico e coloniale.
Le rovine coprono un'area di 12 ettari sulla sommità di un duomo lavico.
Xochitecatl, a differenza di altri siti contemporanei, sembra essere stato un centro puramente cerimoniale a disposizione di una popolazione diffusa nelle campagne circostanti, piuttosto che il centro di un'area urbana.

## Etimologia
Xochitecatl è formato da due parole Nahuatl: xōchitl (fiore) e tecatl (persona), ovvero La persona dei fiori o La stirpe dei fiori.

## Ubicazione
Xochitecatl è ubicato in una posizione dominante, sulla sommità di un vulcano estinto di 4 km di ampiezza che forma un raggio di colline che si innalzano approssimativamente per 200 m al di sopra della valle di Puebla-Tlaxcala; il cosiddetto "blocco Atlachino-Nativitas-Xochitecatl" che è localizzato nel centro della valle. Xochitecatl ha libero accesso visuale alle valli circostanti e ai vicini vulcani Popocatépetl, Iztaccíhuatl e Matlalcueitl. I fiumi Atoyac e Zahuapan scorrono vicino al sito. Il sito è il punto focale di un'area che si distingue per la sua alta produttività agricola.
Xochitecatl si trova 1 km ad ovest, in linea di vista, dalla contemporanea città di Cacaxtla, famosa per i suoi dipinti murali in stile Maya. Xochitecatl è situato 500 m a nord dalla moderna città di Xochitecatitla e alla stessa distanza a sud-est di Atoyatenco.

## Storia

### Periodo Preclassico
Attorno all'800 a.C., durante il periodo Preclassico Medio, fu iniziata la costruzione di Xochitecatl partendo dalla Piramide dei Fiori, il Palazzo a Spirale e il Palazzo del Serpente.
Nel periodo dal 550 a.C. al 400 a.C., ulteriori strutture vennero aggiunte a questi edifici esistenti. Tra il 350 a.C. e il 100 d.C., Xochitecatl divenne il centro di un potente casato che esercitava il controllo su una larga porzione di territorio ad ovest di Tlaxcala.
Dal 200 a.C. al 150 a.C. la Piramide dei Fiori fu enormemente espansa e furono apportate ulteriori modifiche al Palazzo del Serpente. Il sito fu abbandonato approssimativamente attorno al 150 d.C., in seguito ad un'eruzione del vulcano Popocatépetl.

### Periodo Epiclassico (o Tardo Classico)
Tra il 600 d.C. ed il 950 d.C. Xochitecatl fu rioccupata quando parti del sito furono riutilizzate come centro cerimoniale secondario all'interno dell'area urbana estesa di Cacaxtla. Fu costruita la Piattaforma dei Vulcani e la Piramide dei Fiori divenne il centro di attività rituali che includevano anche il sacrificio di bambini.
Attorno al 950 d.C. sia Xochitecatl che Cacaxtla furono abbandonate, sebbene ci siano prove di ulteriore attività rituale nei periodi post-classico e coloniale.

### Storia Moderna
Gli scavi archeologici più importanti furono realizzati nel 1993-4 da Mari Carmen Serra Puche con il fine di esplorare le strutture principali attorno al centro del sito. Durante le indagini furono scoperti due lavoratori di lavorazione dell'ossidiana, nella Piramide dei Fiori (edificio E1) e nel Palazzo del Serpente (edificio E2).

## Descrizione del Sito
Il centro cerimoniale di Xochitecatl giace attorno a due piazze circondate dalle principali strutture. Attorno alla piazza principale sono situati la Piramide dei Fiori, il Palazzo del Serpente e le Piattaforma dei Vulcani. La piazza occidentale è circondata dal Palazzo a Spirale.

### La Piramide dei Fiori
(Pirámide de las Flores in Spagnolo, indicata come edificio E1)
Questa struttura fu costruita durante il Periodo Preclassico ma mostra segni di un suo uso fino al Periodo Coloniale Spagnolo. La base della piramide misura 100 m x 140 m, dimensione simile a quella della Piramide della Luna a Teotihuacan..
All'interno furono rinvenute le tombe di più di trenta bambini e di un adulto, accompagnati da offerte.
Perline di pietra verde furono depositate nelle bocche di alcuni bambini in modo da accompagnarli durante il viaggio nell'aldilà.
Sulla sclainata che dà accesso alla parte superiore dell'edificio furono depositate offerte che includevano più di 2000 statuette d'argilla e 15 sculture di pietra rappresentanti sia umani che animali. Il fattore distintivo delle statuette è la grande quantità di personaggi femminili di età comprese tra infanzia e vecchiaia e rappresentanti sia bambine, che donne riccamente vestite, che donne incinte.
Alcune statuette rappresentano donne con un'apertura nell'addome contenenti bambini riccamente vestiti. Altre mostrano madri che trasportano i loro figli in braccio o sulle loro spalle. Le statuette sono minuziosamente incise ed offrono uno spaccato dell'abbigliamento utilizzato nei tempi pre-colombiani.
Alcune delle donne indossano gonne con pieghe o decorate con disegni geometrici come linee, strisce, cerchi o punti; altre statuette indossano camicette (quezquemetl) similmente decorate. Alcune donne indossano archetti colorati sui loro capelli, mentre altre sono adornate con quattro o cinque petali di fiori.
Una scalinata permette l'accesso alla sommità della piramide; davanti alla scala si trovano due vasche monolitiche, uno dei quali di 1,7 m di diametro. Quattro sculture furono trovate depositate nella vasca di diametro maggiore; una scultura di un rospo, una di un serpente mitologico dalle fauci del quale spunta una testa umana e due sculture di facce umane.
Durante gli scavi alla Piramide dei Fiori furono recuperate più di 200 punte di proiettili di ossidiana grigia, nera e verde, unitamente a centinaia di frammenti della stessa pietra. Furono rinvenute anche più di venti sculture di pietra, la maggior parte delle quali era mutilata; queste includevano animali, come cani, anfibi e una scimmia. Furono rinvenute anche figure antropomorfe e mitologiche come quelle di una serpente a sonagli con una faccia umana scarnificata che fu associata dagli archeologi al folklore locale della divinità Xochitl, che prende la forma di una bellissima donna ma che può all'occorrenza trasformarsi in un serpente.
Il 29 settembre di ogni anno il sole sorge direttamente dalla bocca del vulcano La Malinche se visto dalla sommità della Piramide dei Fiori. Questa data coincide con la festività annuale della vicina San Miguel el Milagro, solo 2 km ad est.

### Il Palazzo del Serpente
(Edificio de la Serpiente in Spagnolo, indicato come Edificio E2)
Questo edificio è datato attorno al 700 a.C. (nel Periodo Preclassico) e misura 80 m x 50 m.
Una vasca di monolitica di 1.3 m di diametro e 60 cm d'altezza è posizionata alla sommità della struttura. All'interno vi era depositata una stele mutilata con rappresentate le fauci di un serpente e la lingua biforcuta. A nord di essa vi erano due sculture di pietra: una di un uomo vestito come un giaguaro e l'altra di un uomo con una fronte e labbra molto pronunciate che reggeva nella propria mano destra uno scettro o un bastone. Una stanza fu costruita a piano terra contro il muro ovest del Palazzo del Serpente.
Grandi quantità di manufatti d'ossidiana furono trovati nell'angolo nord-est dell'edificio, fatto che indica come fosse probabilmente utilizzato come laboratorio. Gli oggetti ritrovati includono Items found include palle, pietrisco, coltelli, raschiatoi, punte di proiettile così come strumenti in osso e corna I resti di ceramica associati furono utilizzati per datare questi oggetti al periodo Tardo Preclassico (350 a.C. - 100 d.C.).
Originalmente il Palazzo del Serpente fu una struttura quadrata dotata di una scala sul lato nord come unico mezzo d'accesso. In seguito l'edificio fu espanso ad est con l'aggiunta di un'altra piattaforma. Allo stesso tempo la scala nord fu bloccata ed una nuova scala fu costruita usando tepetate, una fragile roccia vulcanica, ricoperta con fango.

### Il Palazzo della Spirale
(Edificio de la Espiral in Spagnolo, indicato come edificio E3)
Questa piramide circolare a gradini si trova sul lato ovest del centro cerimoniale e fu costruito attorno al 700 a.C., nel Periodo Preclassico. A causa della sua posizione sul lato della collina il lato ovest della piramide ha più gradini del lato est. Non furono rinvenute tracce di strutture interne durante gli scavi; la parte interna è costituita da ceneri vulcaniche.
L'edificio non ha scale che danno accesso alla sommità, ma era possibile raggiungerla percorrendo la spirale. Una croce cristiana fu posizionata sulla sommità della struttura nel 1632 d.C., circa 90 anni dopo la conquista spagnola ed è rimasta lì fino al giorno d'oggi.
Furono trovate due tombe nella struttura che probabilmente era un tempio a Ehecatl, il dio del vento.

### La Piattaforma dei Vulcani
(Basamento de los Volcanes in spagnolo, indicato come edificio E4)
Questa struttura si trova nel centro della piazza centrale ed ha una orientazione nord-sud. L'edificio misura 50 m lungo l'asse nord-sud e 35 m lungo l'asse est-ovest. La sua costruzione iniziò nel Periodo Preclassico; l'edificio fu riutilizzato nel Periodo Classico e mostra quindi la sovrapposizione di due stili architettonici. Furono rinvenute più di 200 statuette rappresentanti figure femminili durante gli anni 1960 dall'archeologo tedesco Bodo Spranz. Di particolare interesse furono le statuette rappresentanti una donna scorticata ed identificata come la divinità Tlazolteotl.
La primitiva fase di costruzione, che includeva le scalinate est e ovest, è realizzata in tepetate, fragile roccia vulcanica, ricoperta di fango. La successiva fase architettonica riutilizzò le precedenti mura di pietra ricoprendole di stucco. Come a Teotihuacan, questo edificio devia 16 gradi dal nord magnetico, fatto che è particolarmente evidente nell'edificio più antico. Nella parte superiore della piattaforma furono rinvenute tombe precedentemente saccheggiate contenenti resti di neonati.
Xochitecatl è sottoposta alla cura dell'Instituto Nacional de Antropología e Historia (Istituto Nazionale di Antropologia e Storia) ed è aperto al pubblico.